# Copa Real Federación Española de Fútbol (fase autonómica de Extremadura)
La fase autonómica de Extremadura de la Copa Real Federación Española de Fútbol, es un campeonato oficial organizado por la Real Federación Extremeña de Fútbol (RFEXF), bajo el auspicio de la Real Federación Española de Fútbol (RFEF), que enfrenta anualmente a algunos equipos de Extremadura.

## Historia
En la temporada 1993-94 se recupera la Copa Real Federación Española de Fútbol. Esta fase se desarrollará a nivel regional y podrán participar, mediante inscripción voluntaria, todos los equipos de la correspondiente federación territorial, de Primera Federación, Segunda Federación y Tercera Federación, de la pasada temporada que no se hayan clasificado bien a la Copa del Rey, o bien a la fase nacional de la Copa Real Federación Española de Fútbol.
El campeón acude a la fase nacional de la Copa Real Federación Española de Fútbol.
En función de lo que marque el Reglamento de Competiciones de Ámbito Estatal para la temporada, cada federación regional tendrá que comunicar, en fecha que determine el Departamento de Competiciones, el nombre del equipo que hubiese adquirido el derecho para 
participar en la Fase Nacional.

## Palmarés
| Temp.   | Campeón               | Subcampeón             | Resultado        |
| ------- | --------------------- | ---------------------- | ---------------- |
| 1993-94 | U. P. Plasencia       | Jerez C. F.            | 2-0 / 1-1        |
| 1994-95 | C. D. Badajoz         | Jerez C. F.            | 2-0              |
| 1995-96 | Jerez C. F.           | Moralo C. P.           | 1-0 / 2-2        |
| 1996-97 | C. P. Cacereño        | Jerez C. F.            | 3-1 / 0-0        |
| 1997-98 | C. P. Cacereño        | U. C. La Estrella      | 3-1 / 1-1        |
| 1998-99 | Sporting Villanueva   | U. P. Plasencia        | 3-3 / 1-0        |
| 1999-00 | Jerez C. F.           | C. P. Cacereño         | 4-2 / 3-0        |
| 2000-01 | Jerez C. F.           | C. P. Sanvicenteño     | 3-0 / 5-0        |
| 2001-02 | Jerez C. F.           | U. P. Plasencia        | 4-0 / 1-2        |
| 2002-03 | C. D. Don Benito      | C. D. Díter Zafra      | 6-1 / 3-3        |
| 2003-04 | C. D. Don Benito      | Jerez C. F.            | 0-1 / 1-0 (pen.) |
| 2004-05 | Mérida U. D.          | Jerez C. F.            | 1-1 / 2-0        |
| 2005-06 | C. D. Don Benito      | C. F. Extremadura "B"  | 3-1 / 2-2        |
| 2006-07 | C. D. Don Benito      | C. D. Díter Zafra      | 3-1 / 0-1        |
| 2007-08 | C. D. Don Benito      | C. D. Díter Zafra      | 1-0 / 2-0        |
| 2008-09 | U. D. Badajoz         | C. F. Villanovense     | 1-0              |
| 2009-10 | Jerez C. F.           | C. P. Cacereño         | 0-0 (pen.)       |
| 2010-11 | Jerez C. F.           | C. D. Don Benito       | 1-0              |
| 2011-12 | Jerez C. F.           | S. P. Herrera          | 3-0              |
| 2012-13 | E. F. Emérita Augusta | U. D. Fuente de Cantos | 2-1              |
| 2013-14 | Atlético San José     | Jerez C. F.            | 2-1              |
| 2014-15 | Arroyo C. P.          | U. P. Plasencia        | 3-1              |
| 2015-16 | C. D. Badajoz         | C. D. Don Benito       | 2-1              |
| 2016-17 | C. D. Badajoz         | C. P. Cacereño         | 5-0              |
| 2017-18 | U. P. Plasencia       | Olivenza F. C.         | 4-1              |
| 2018-19 | C. P. Cacereño        | A. D. Mérida           | 0-0 (5:4 pen.)   |
| 2019-20 | Arroyo C. P.          | C. F. Trujillo         | 2-1              |
| 2020-21 | Moralo C. P.          | U. D. Fuente de Cantos | 3-2              |
| 2021-22 | Moralo C. P.          | S. P. Villafranca      | 2-0              |
| 2022-23 | C. F. Trujillo        | U. D. Fuente de Cantos | 2-1              |
| 2023-24 | S. P. Villafranca     | C. F. Trujillo         | 2-1              |
| 2024-25 | C. D. Extremadura     | C. D. Castuera         | 2-1              |

## Cuadro de campeones
| Equipo                | Títulos | Ediciones                                                     |
| --------------------- | ------- | ------------------------------------------------------------- |
| Jerez C. F.           | 7       | 1994-95, 1999-00, 2000-01, 2001-02, 2009-10, 2010-11, 2011-12 |
| C. D. Don Benito      | 5       | 2002-03, 2003-04, 2005-06, 2006-07, 2007-08                   |
| C. P. Cacereño        | 3       | 1996-97, 1997-98, 2018-19                                     |
| U. P. Plasencia       | 2       | 1993-94, 2017-18                                              |
| Arroyo C. P.          | 2       | 2014-15, 2019-20                                              |
| C. D. Badajoz         | 2       | 2015-16, 2016-17                                              |
| Moralo C. P.          | 2       | 2020-21, 2021-22                                              |
| Sporting Villanueva   | 1       | 1998-99                                                       |
| Mérida U. D.          | 1       | 2004-05                                                       |
| U. D. Badajoz         | 1       | 2008-09                                                       |
| E. F. Emérita Augusta | 1       | 2012-13                                                       |
| Atlético San José     | 1       | 2013-14                                                       |
| C. F. Trujillo        | 1       | 2022-23                                                       |
| S. P. Villafranca     | 1       | 2023-24                                                       |
| C. D. Extremadura     | 1       | 2024-25                                                       |